# 박무홍
박무홍(한국 한자: 朴武洪, 1957년 8월 19일 ~ )은 대한민국의 전 축구 선수이며, 포지션은 미드필더였다.